# دهستان انزان غربی
انزان غربی، دهستانی است از توابع بخش مرکزی شهرستان بندر گز در استان گلستان ایران مشتمل بر روستاهای: گزغربی، گزشرقی، دشتی کلاته، وطنا و روستای کوه صحرا.

## جمعیت
براساس سرشماری سال ۱۳۸۵ جمعیت آن ۶٬۰۲۲ نفر (۱٬۵۴۲ خانوار) بوده‌است.